# HijackThis
HijackThis is een vrij en gratis programma voor Windows waarmee spyware kan worden bestreden. HijackThis is ontworpen om browser hijackers en soortgelijke vormen van spyware te bestrijden.

## Werking
HijackThis scant de computer en toont vervolgens een lijst van configuraties die gevonden zijn op de computer; een zogenaamd logbestand (HijackThis Log). Daarnaast scant HijackThis het register en bestanden op ingangen die zijn achtergelaten door spyware. Deze lijst wordt getoond aan de hand van cijfers- en lettercombinaties. Bij het verwijderen van spyware met HijackThis verwijdert het programma de registersleutels, maar niet de bijbehorende bestanden.
HijackThis werd ontwikkeld om de bestrijding van spyware die zich bevindt in de browser te vergemakkelijken. Deze soort spyware richt zich vooral op de lekken in Internet Explorer. Een andere browser zoals Mozilla Firefox biedt over het algemeen een betere bescherming tegen een browser hijack (browserkaping) en andere soorten spyware. Tekenen van een browserkaping zijn een veranderde homepage en irritante pop-upvensters.

## HijackThis Log
- R0 Internet Explorer startpagina en zoekpagina
- R1 Internet Explorer zoekfuncties en andere karakteristieken
- R2 Register Info
- R3 URL Search Hook
- F0 INI Files
- F1 INI Files
- N1 Netscape/Mozilla startpagina en zoekpagina
- N2 Netscape/Mozilla startpagina en zoekpagina
- N3 Netscape/Mozilla startpagina en zoekpagina
- N4 Netscape/Mozilla startpagina en zoekpagina
- O1 Hosts File
- O2 Browser Helper Objects (BHO)
- O3 Internet Explorer Toolbars
- O4 Automatisch startende programma's
- O5 Internet Explorer Control Panel Item hidden in Control Panel
- O6 Internet opties ingesteld door de Administrator
- O7 RegEdit disabled
- O8 Extra opties in het rechtsklik menu van Internet Explorer
- O9 Extra knoppen in de toolbar en extra opties in het "Tools"/"Extra" menu
- O10 Winsock Hijackers
- O11 Extra items in "Advanced Options" settings
- O12 Internet Explorer Plugins
- O13 Interne Explorer Default Prefix Hijack
- O14 Standaard instellingen van Internet Explorer
- O15 Websites in de "Trusted" zone van Internet Explorer
- O16 ActiveX Objects
- O17 LOP.com DomeinHijacks
- O18 Extra Protocollen en Protocol Hijackers
- O19 User Style Sheet Hijack
- O20 AppInit_DLLs Register waarde: automatisch startend
- O21 ShellServiceObjectDelayLoad
- O22 SharedTaskScheduler
- O23 NT Services

## Ontwikkeling
HijackThis werd ontwikkeld door de Nederlander Merijn Bellekom naar aanleiding van het artikel "Hijacked!" van Mike Healen, de eigenaar van SpywareInfo.com. Ondertussen is het programma verkocht aan Trend Micro en is hernoemd tot Trend Micro™ HijackThis™. In februari 2012 werd het programma opensourcesoftware.
Het programma wordt niet meer actief ontwikkeld door Trend Micro, maar wordt nog onderhouden door derden op GitHub.

## Risico's
HijackThis maakt tijdens het scannen van de computer geen onderscheid tussen spyware en goedaardige software. Hierdoor moet er uiterst zorgvuldig worden omgegaan met HijackThis. Wanneer de gebruiker over onvoldoende computerkennis beschikt, kan het gebruik van HijackThis bij het verwijderen van spyware verregaande gevolgen hebben.